# Stanisław Szyszko
Stanisław Szyszko (ur. 14 października 1912 w Innsbrucku, zm. 19 listopada 1990 w Katowicach) – polski chirurg. 
Od 1961 profesor Śląskiej Akademii Medycznej w Katowicach. W latach 1972–1974 prezes Towarzystwa Chirurgów Polskich. Opracował nowe sposoby leczenia chirurgicznego obrażeń klatki piersiowej i operacyjnego leczenia raka przełyku, prowadził ponadto badania nad rolą wątroby w patogenezie nieodwracalnego wstrząsu pourazowego oraz dotyczące leczenia chirurgicznego skojarzonego w nowotworach płuc i innych. Pionier idei humanitarnego obchodzenia się ze zwierzętami doświadczalnymi, działacz Towarzystwa Opieki nad Zwierzętami, autor artykułu Epitafium dla psa - kilka uwag na temat wiwisekcji ("Służba Zdrowia" 1967), w którym zawarł główne wytyczne działań mających na celu ograniczenie eksperymentów na zwierzętach, był współautorem polskiego rozdziału w Światowej deklaracji praw zwierząt uchwalonej przez UNESCO w 1978 w Paryżu.

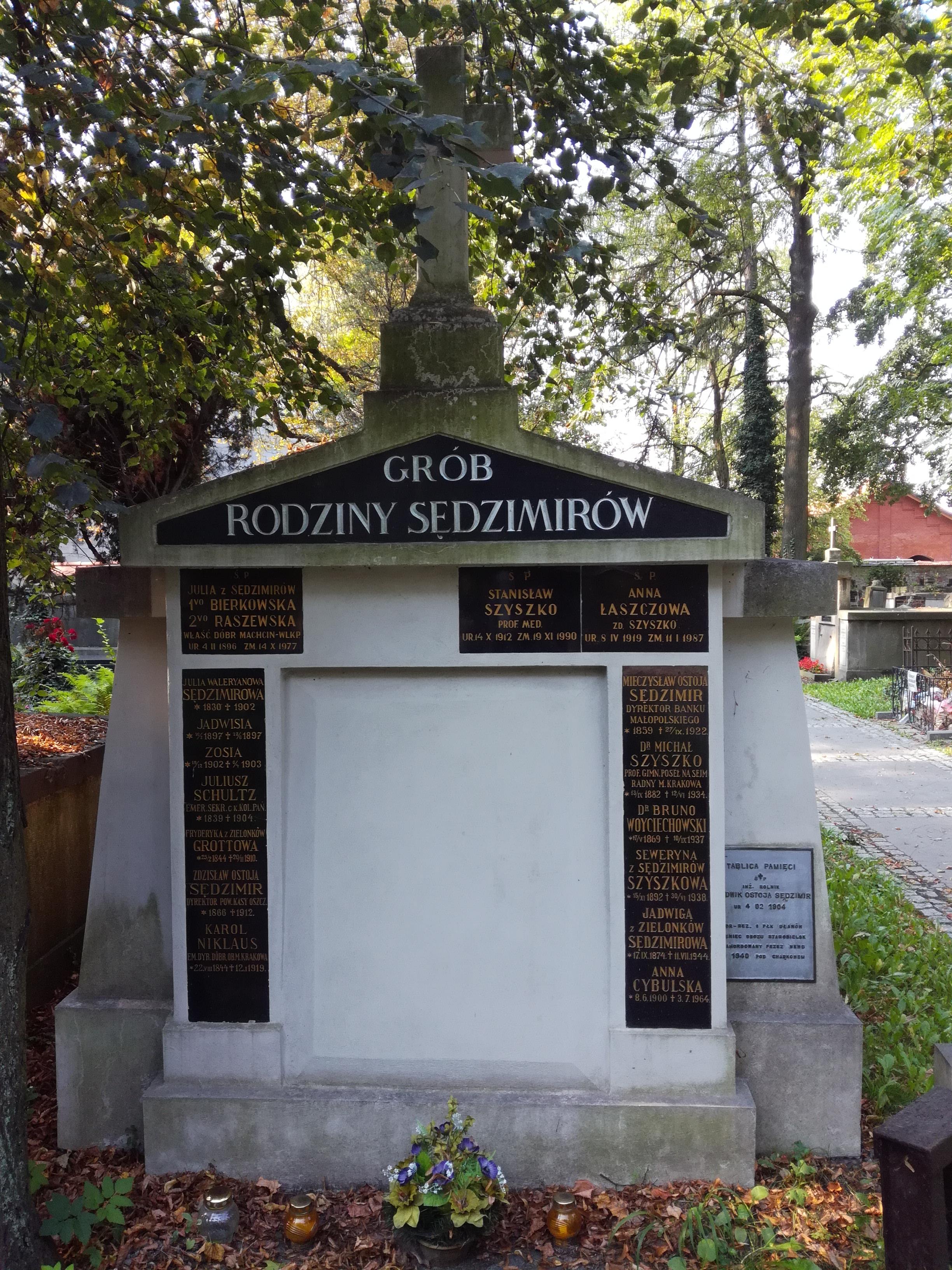
Grób prof. Stanisława i Michała Szyszki na cmentarzu Rakowickim w Krakowie